# FC Saxan
FC Saxan is een Moldavische voetbalclub uit Ciadîr-Lunga.
De club werd in 2010 opgericht en promoveerde in haar eerste seizoen naar de Divizia A. Daar werd Saxan in het seizoen 2013/14 kampioen en komt daardoor in het seizoen 2014/15 voor het eerst uit in de Divizia Națională.

## Erelijst
- Divizia A: 2013/14
- Divizia B Zuid: 2010/11

## In Europa
Uitslagen vanuit gezichtspunt FC Saxan
| Seizoen                                                    | Competitie    | Ronde | Land            | Club             | Totaalscore | 1e W    | 2e W    | PUC |
| ---------------------------------------------------------- | ------------- | ----- | --------------- | ---------------- | ----------- | ------- | ------- | --- |
| 2015/16                                                    | Europa League | 1Q    | Vlag van Cyprus | Apollon Limassol | 0-4         | 0-2 (T) | 0-2 (U) | 0.0 |
| Totaal aantal behaalde punten voor UEFA coëfficiënten: 0.0 |               |       |                 |                  |             |         |         |     |